# University of Wisconsin System
Het University of Wisconsin System of verkort UW System (Nederlands: Universitair systeem van Wisconsin) is het openbare universiteitssysteem van de Amerikaanse staat Wisconsin.
Het systeem bestaat uit 26 campussen die zijn verspreid over de staat. Het onderdeel UW-Extension biedt afstandsonderwijs (distant learning) aan in Wisconsin. Twee van de universiteiten in het systeem hebben een doctoraal programma en zijn volwaardige onderzoeksuniversiteiten, met name de instellingen in Madison en Milwaukee, elf zijn volledige universiteiten en nog eens dertien zijn instellingen, university colleges, met een beperkter studieaanbod van tweejarige programma's.
Het University of Wisconsin System is na het openbare universiteitssysteem van de staat Californië het grootste openbare universiteitsysteem in de Verenigde Staten. Meer dan 182.000 studenten schrijven zich jaarlijks in, en het netwerk heeft meer dan 32.000 stafleden, academisch en administratief personeel samengevoegd.
De huidige samenwerking van instellingen kwam tot stand door staatswetgeving van 11 oktober 1971.

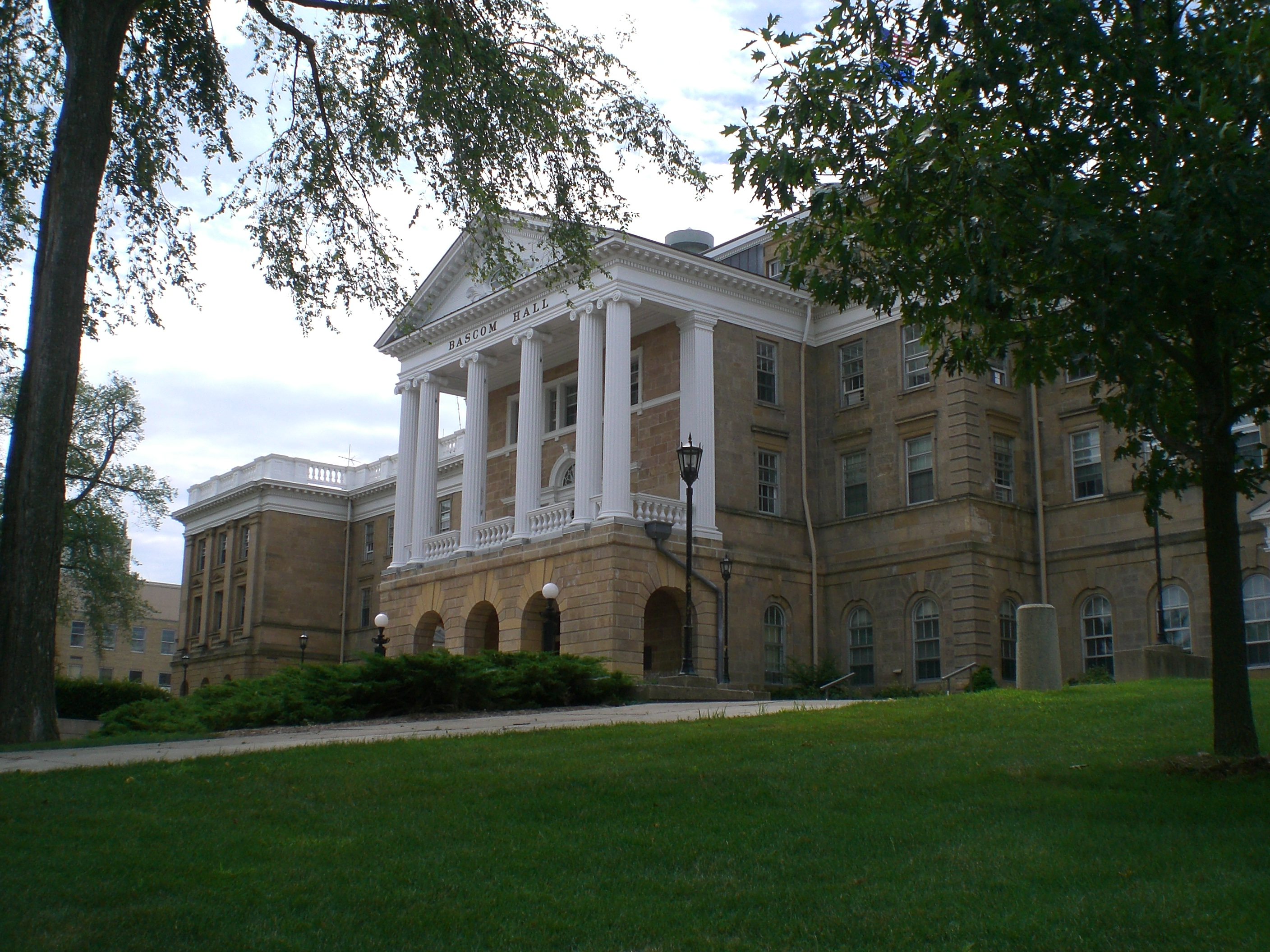
Bascom Hall, het hoofdgebouw van de University of Wisconsin-Madison

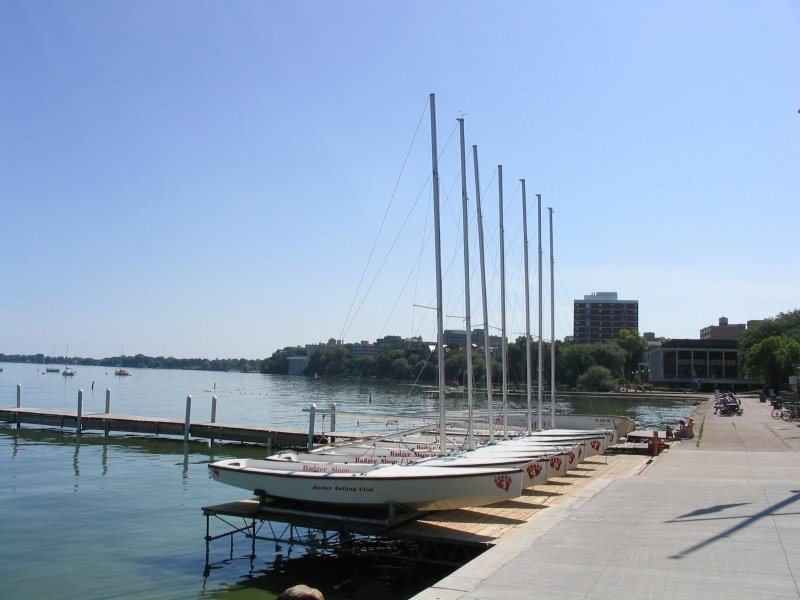
Lake Mendota achter het Memorial Uniongebouw van de University of Wisconsin-Madison

## University of Wisconsin-Madison
De campus in de hoofdstad van de staat, Madison, is met meer dan 40.000 studenten de belangrijkste campus in het systeem. De University of Wisconsin-Madison is een vooraanstaande universiteit in de Verenigde Staten en behoort doorgaans tot de top-3 in de ranglijst van Amerikaanse universiteiten, gemeten naar onderzoeksgelden die worden ontvangen van de Amerikaanse federale overheid en het bedrijfsleven.

## Overige campussen (zonder de university colleges)
- Eau Claire
- Green Bay
- Kenosha - Somers (Parkside)
- La Crosse
- Menomonie (Stout)
- Milwaukee
- Oshkosh
- Platteville
- River Falls
- Stevens Point
- Superior
- Whitewater